# Kościół św. Katarzyny w Sławęcinie

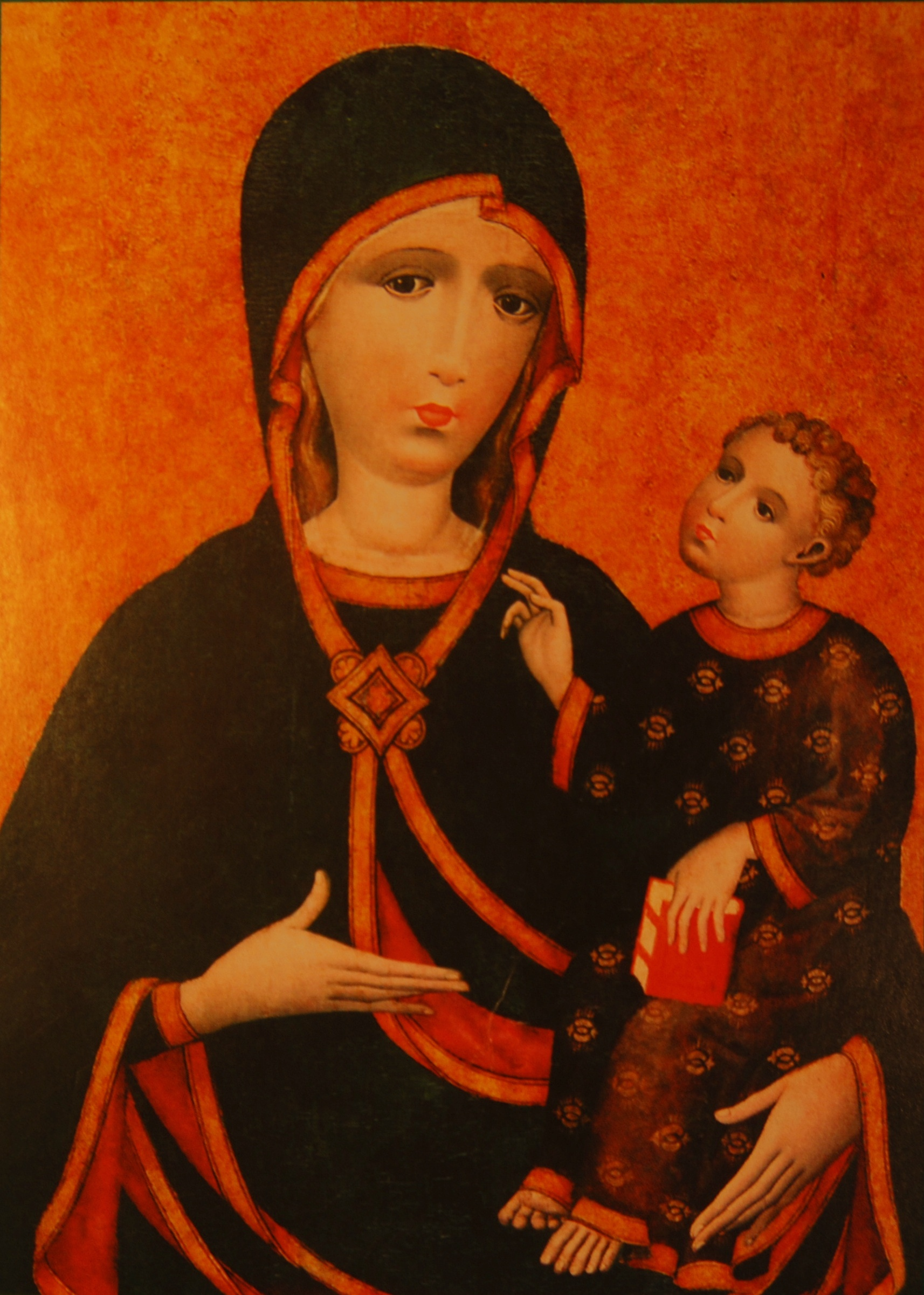
Matka Boska z Dzieciątkiem z ok. 1450 r.

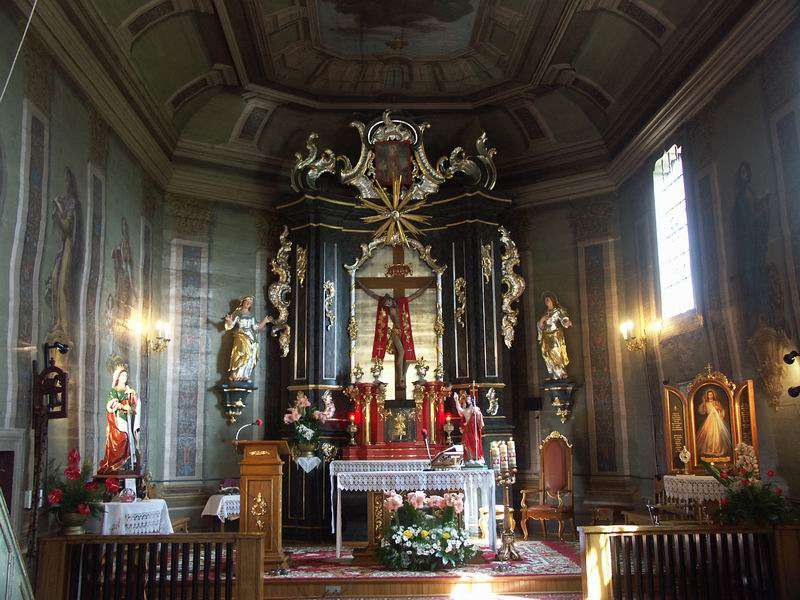
Ołtarz główny

Kościół św. Katarzyny w Sławęcinie – rzymskokatolicki kościół parafialny pw. św. Katarzyny w Sławęcinie z 1779.
W świątyni znajduje gotycki obraz Matki Boskiej z Dzieciątkiem w typie Hodegetrii pochodzący z około 1450, jeden z najstarszych zachowanych dzieł malarstwa tablicowego w południowo–wschodniej Polsce.
Kościół nie znajduje się na szlaku architektury drewnianej województwa podkarpackiego.

## Historia obiektu
W 1325 istniała już parafia w Sławęcinie i należała do dekanatu w Zręcinie. Nie wiadomo kiedy powstał pierwszy kościół. Najstarsze źródła (dokumenty wizytacyjne) z 1565 potwierdzają istnienie w Sławęcinie kościoła. Była to jednonawowa drewniana świątynia poświęcona św. Katarzynie z polichromowanym stropem, początkowo z czterema później trzema ołtarzami i kompletnym wyposażeniem. W jej otoczeniu znajdowała się drewniana dzwonnica z dwoma dzwonami. Zlokalizowany był w pobliżu rzeki Ropy i został zniszczony przez powódź w 1580. Następny wybudowany kościół spłonął w drugiej połowie XVIII wieku. Kolejny kościół zbudowano w 1779 staraniem proboszcza Michała Dyktanowicza i ówczesnego właściciela wsi Sławęcin Ignacego Łętowskiego. Wzniesiono go na nowym miejscu na niewielkim wzniesieniu i przetrwał do naszych czasów. Poświęcenia świątyni dokonał 25 listopada 1779 ks. Walenty Kobierski kanonik kolegiaty bobowskiej i proboszcz w Bączalu Dolnym. Remontowany w 1815 i w 1886
kiedy to przedłużono nawę w kierunku zachodnim i dobudowano niedużą kruchtę od frontu. W 1890 malarz Wiśniowiecki wykonał polichromię wnętrza. Ostatnie prace remontowe przeprowadzono w 1956 i 1992.

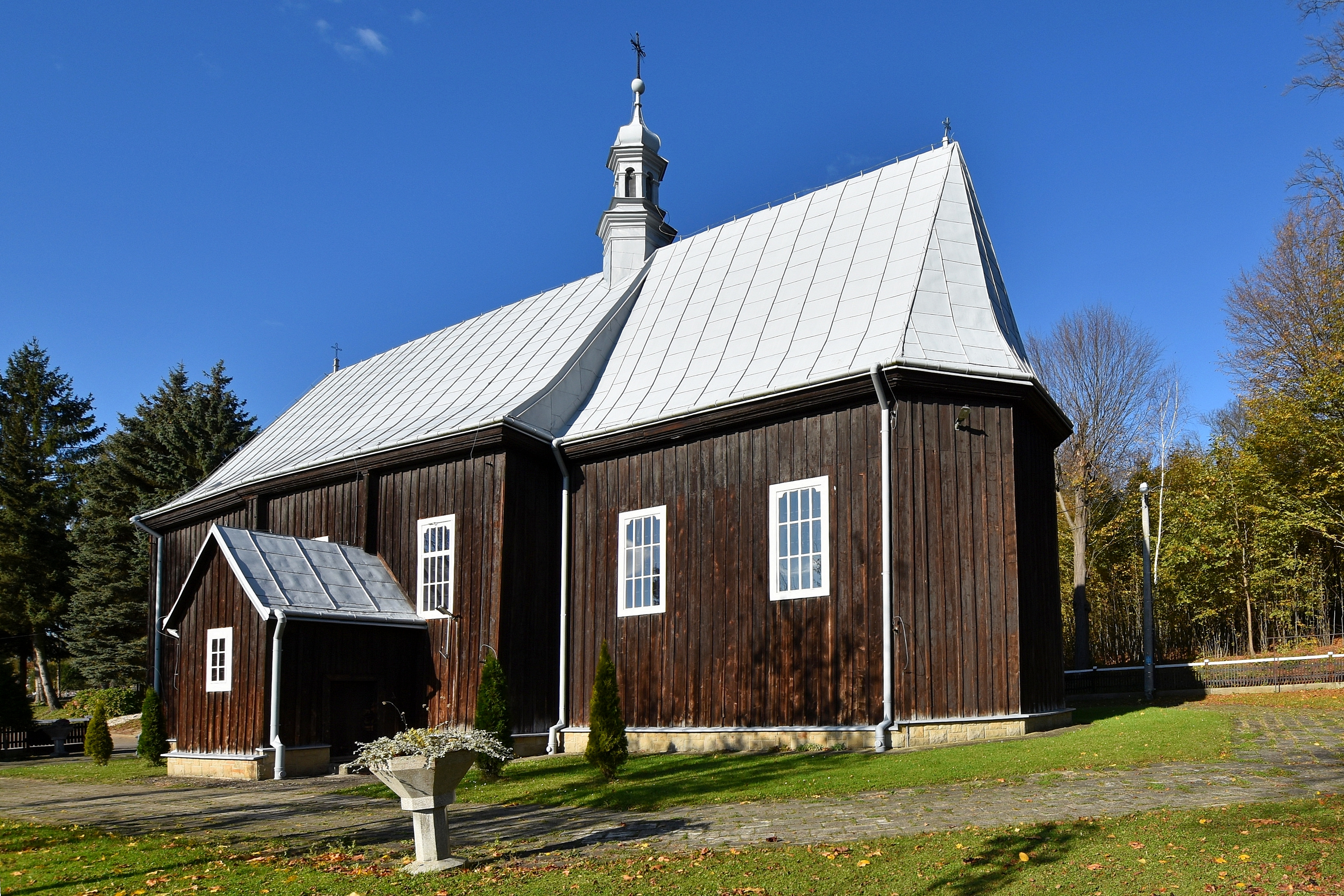
Elewacja południowa
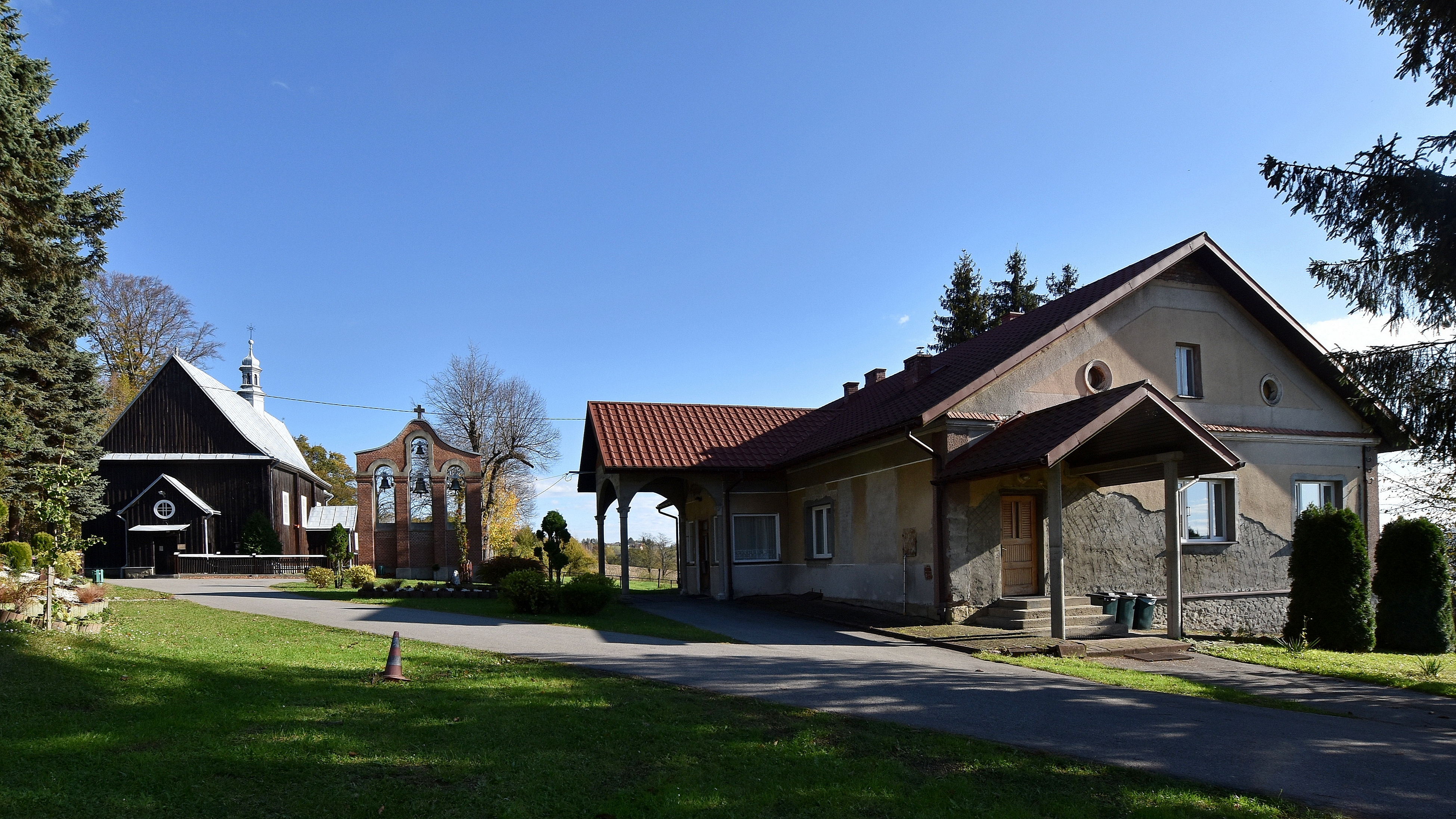
Plebania
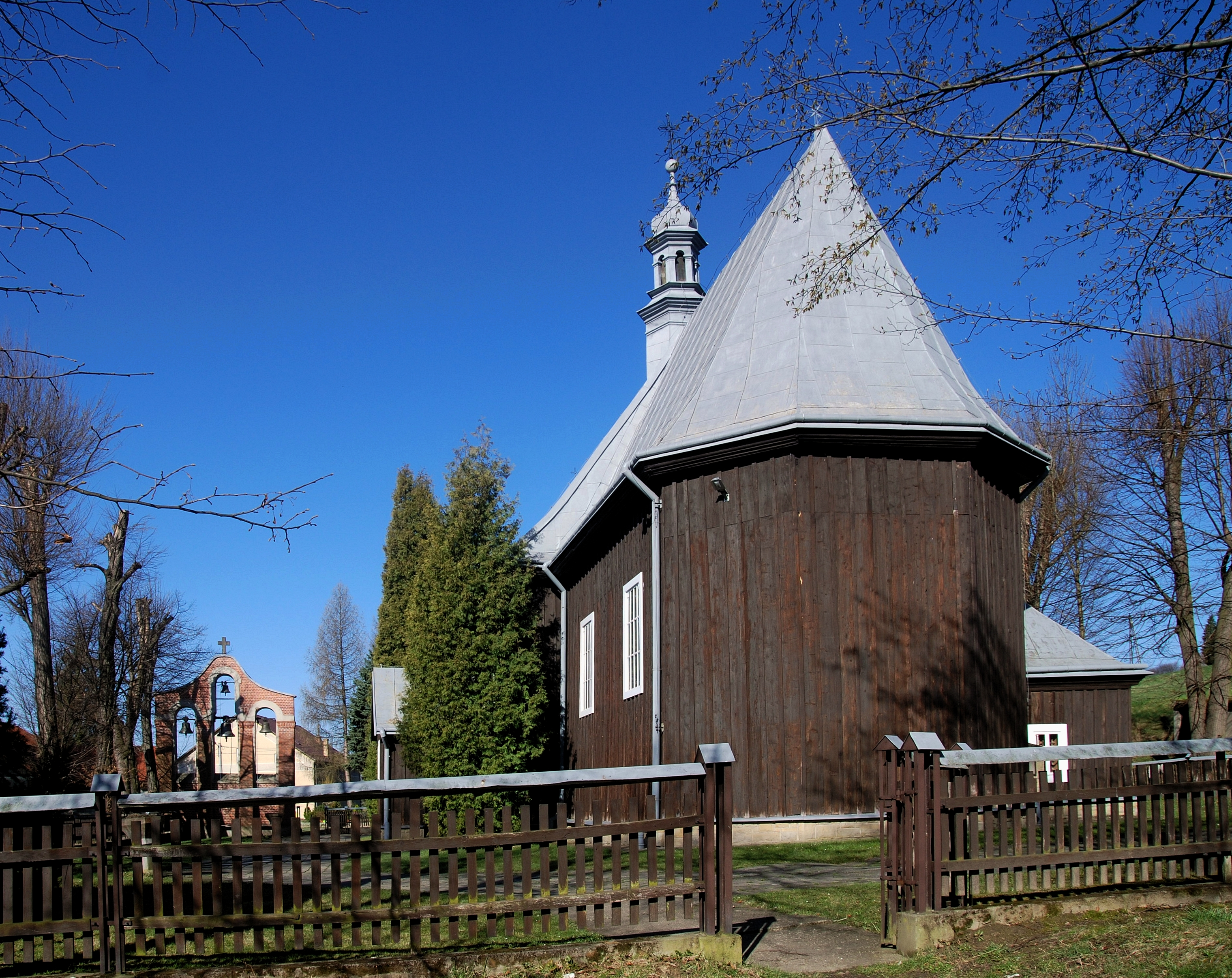
Widok od strony prezbiterium

## Architektura i wyposażenie
Jest to budowla drewniana o konstrukcji zrębowej, bezwieżowa i jednonawowa, wzniesiona na planie prostokąta z węższym, zamkniętym trójbocznie prezbiterium i zakrystią od strony północnej. Dwie niewielkie kruchty dobudowane od frontu i z boku nawy od strony południowej. Ściany zewnętrzne oszalowane pionowo deskami. Okna i drzwi zamknięte łukami w kształcie oślego grzbietu. Dach dwuspadowy, jednokalenicowy o różnym rozstawie krokwi, z wieżyczką na sygnaturkę, zwieńczoną hełmem z latarnią, pierwotnie kryty gontem, obecnie blachą.
Wewnątrz strop płaski z fasetą. Na ścianach nawy, prezbiterium i stropu polichromia iluzjonistyczna, architektoniczno-figuralna. Na stropie wielopostaciowe sceny: w nawie przedstawienie Trójcy Świętej, w prezbiterium Matka Boska Niepokalanie Poczęta wśród aniołów. Ściany podzielone malowanymi pilastrami o kompozytowych kapitelach wypełniają postaci świętych: w prezbiterium czterej ewangeliści, w nawie po stronie południowej św. Katarzyna, patronka kościoła. Na zachodniej ścianie nad wejściem głównym chór muzyczny wsparty na dwóch wielobocznych filarach z ozdobioną malarską dekoracją (muzykujące aniołki) balustradą.
Wyposażenie wnętrza charakterystyczne dla późnego baroku i rokoka pochodzi z końca XVIII wieku. Najcenniejsze z nich to: drewniany, architektoniczny ołtarz główny z rzeźbą Chrystusa na krzyżu z XVII wieku i w zwieńczeniu obrazem św. Katarzyny w metalowych sukienkach; dwa ołtarze boczne w narożach ściany tęczowej, z obrazami Chrystusa Miłosiernego po prawej stronie i Świętej Rodziny po stronie lewej; polichromowana drewniana chrzcielnica z XVII wieku, pochodząca z dawnego kościoła; drewniana wieloboczna ambona z malowanymi wizerunkami czterech Ewangelistów; rzeźbiona Grupa Ukrzyżowania na belce tęczowej; niewielkich rozmiarów rzeźbiony krucyfiks zapewne z końca XVI wieku oraz umieszczona w zakrystii zdobiona drewniana komoda z 1760 pochodząca z jasielskiego zakonu karmelitów, odnowiona w 1998.
Najcenniejszym obiektem wyposażenia kościoła w Sławęcinie jest gotycki tablicowy obraz Matki Boskiej z Dzieciątkiem pochodzący z około 1450. Znajduje się w trzecim neobarokowym ołtarzu bocznym przy północnej ścianie nawy. Przedstawia Matkę Boską ujętą w półpostaci z Dzieciątkiem na lewym ramieniu. Namalowany farbami temperowymi na desce lipowej o wymiarach 106x70 cm. Prawdopodobnie ufundował go Jan Radwan Kunowski, do którego w połowie XV wieku należał Sławęcin obok Kunowej, Harklowej i Głębokiej. Oryginał obrazu odkryto w czasie prac konserwatorskich w 1991 kiedy usunięto cztery warstwy przemalowań, które całkowicie zniekształciły jego pierwotny wygląd.

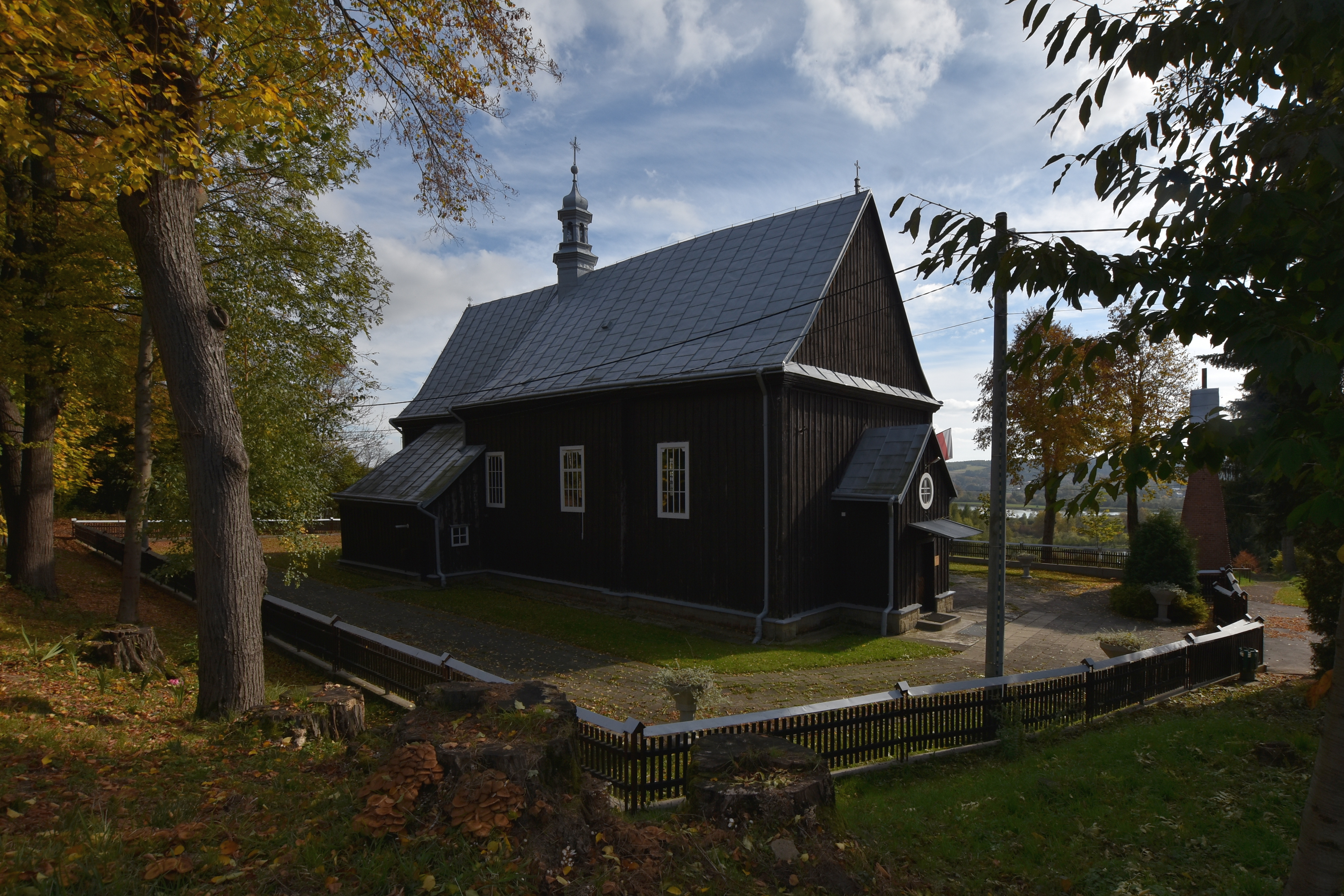
Widok od strony północnej
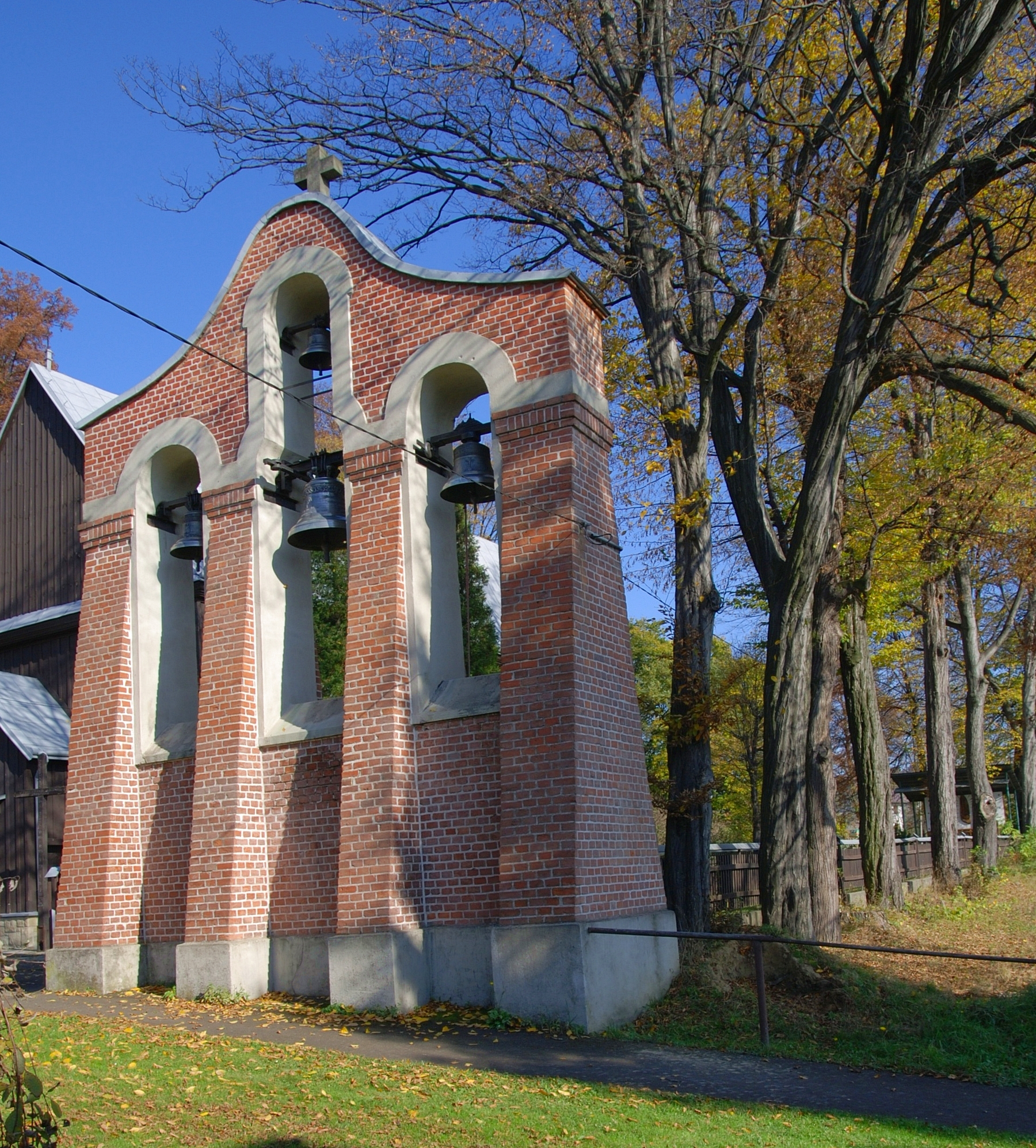
Dzwonnica
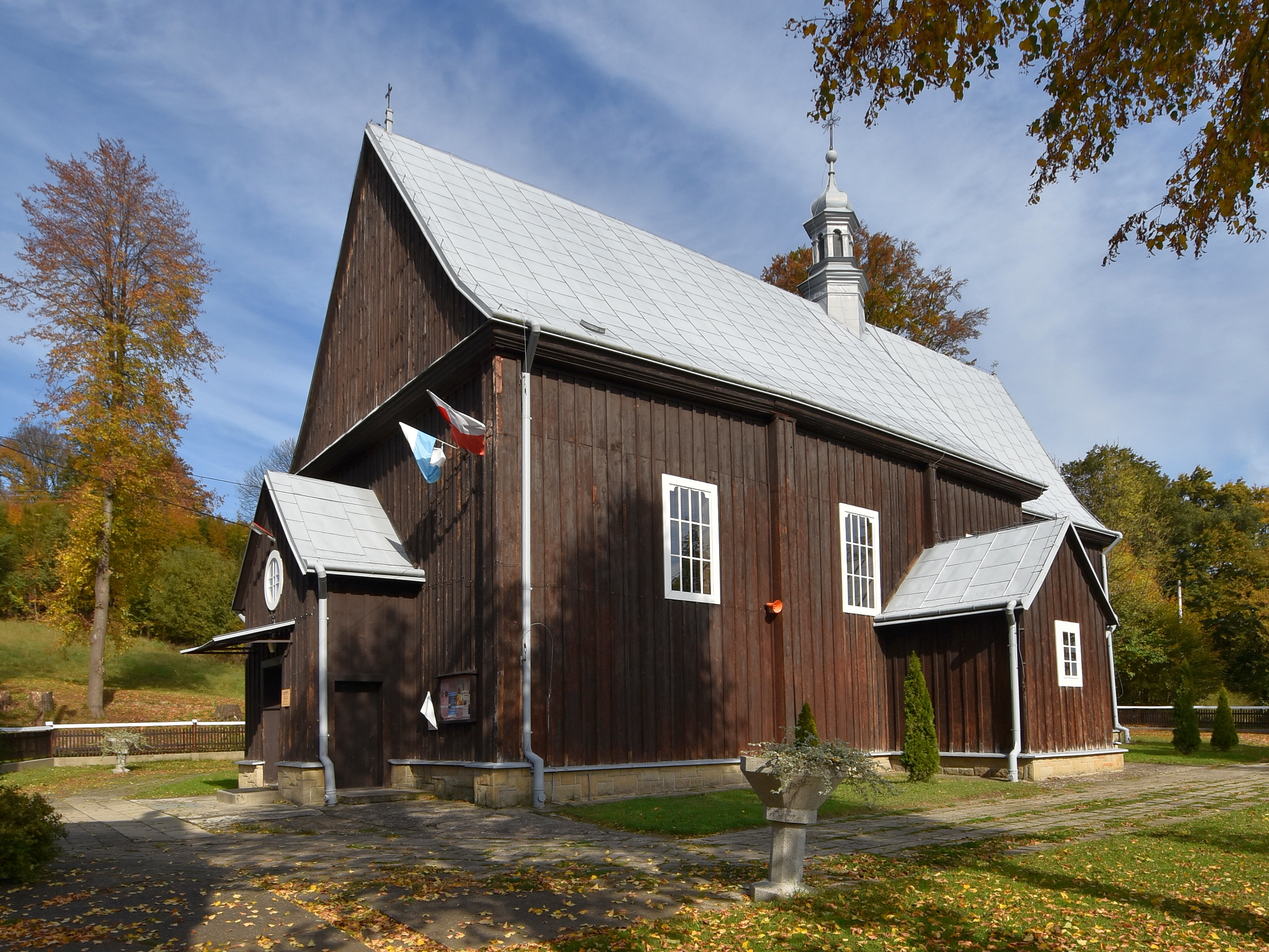
Widok od strony poł.-zachodniej

## Dzwonnica, dzwony, otoczenie kościoła
Teren przykościelny jest ogrodzony metalowo–drewnianym płotem, w linii którego od strony zachodniej stoi murowana arkadowa dzwonnica z czterema dzwonami, które przeszły w 2018 remont i dostały automatykę (wcześniej napędzano je ręcznie). Trzy dzwony pochodzą (sygnaturka, mały, największy) pochodzą z 1959 (odlane są w Przemyślu). Średni dzwon odlany w Białej (obecnie Bielsko-Biała), przez Karola Schwabe w 1872. Ich imiona to: Sygnaturka - św. Katarzyna, Mały - św. Wojciech, Średni - Jezus Ukrzyżowany, Duży - Matka Boża Częstochowska.